# Kinne-Kleva och Sils distrikt
Kinne-Kleva och Sils distrikt är ett distrikt i Götene kommun och Västra Götalands län. 
Distriktet ligger väster om Götene. 

## Tidigare administrativ tillhörighet
Distriktet inrättades 2016 och utgörs av en del av området som Götene köping omfattade till 1971, delar som före 1967 respektive 1952 utgjorde socknarna Kinne-Kleva och Sil.
Området motsvarar den omfattning Kleva-Sils församling hade 1999/2000 och fick 1992 när socknarnas församlingar slogs samman.